# Anne Wang
Ana, Anna ou Anne Wang est une jeune chrétienne chinoise, née vers 1886, tuée à quatorze ans le 22 juillet 1900 à Majiazhuang, près de Daining dans la province du Hebei. Pendant la révolte des Boxers, elle refuse de renier sa foi, et elle est décapitée.
Elle est reconnue martyre par l'Église catholique, et canonisée le 1er octobre 2000 par le pape Jean-Paul II, en même temps que les autres martyrs de Chine. Sa fête est le 22 juillet, jour anniversaire de sa mort, ou le 9 juillet avec le groupe des martyrs de Chine.

## Biographie
Ana ou Anne Wang est née vers 1886, dans une famille chrétienne. Elle a cinq ans lorsque sa mère meurt,.
Son entourage veut l'obliger à se marier quand elle a onze ans, mais elle refuse.
Pendant la révolte des Boxers, les persécutions contre les chrétiens s'accentuent en juillet 1900. Le 21 juillet, un groupe de Boxers armés pénètre dans le village de Majiazhuang près de Daining dans la province du Hebei et enlève un groupe de chrétiens, dont Anne Wang,. La belle-mère d'Anne veut la forcer à abjurer pour qu'elle ne soit pas tuée, mais elle refuse. Avec plusieurs amies, elle passe la nuit à prier.
Le lendemain 22 juillet, Anne Wang est confrontée au bourreau qui la menace et veut qu'elle apostasie, qu'elle renonce à sa foi. La jeune fille résiste. Elle se prépare à mourir et juste avant d'être décapitée, le « visage rayonnant », elle déclare : « La porte du Ciel est ouverte à tous ». Elle murmure ensuite à trois reprises : « Jésus »,. Elle est décapitée juste après. Les autres membres du groupe autour du chef de la communauté chrétienne du village, Joseph Wang Yumei, sont décapités aussi. Elle avait 14 ans,.

## Canonisation
Reconnue martyre par l'Église catholique, elle est canonisée par le pape Jean-Paul II le 1er octobre 2000 sur la place Saint-Pierre de Rome, au cours de la même cérémonie que les autres martyrs de Chine. 
Sainte Anne Wang est fêtée le 22 juillet, jour anniversaire de son martyre, ou le 9 juillet avec le groupe des martyrs de Chine.